# Nikola Jović
Nikola Jović (cyr. Никола Јовић; ur. 9 czerwca 2003 w Leicesterze) – serbski koszykarz, występujący na pozycji silnego skrzydłowego, reprezentant kraju, od 2022 zawodnik zespołu Miami Heat.

## Osiągnięcia
Stan na 23 września 2023, na podstawie, o ile nie zaznaczono inaczej.

### NBA
- Wicemistrz NBA (2023)[4]

### Drużynowe
Seniorskie
- Uczestnik rozgrywek Ligi Adriatyckiej (2020–2022)

Młodzieżowe
- Mistrz Ligi Adriatyckiej juniorów (2021, 2022)
- Uczestnik turnieju Adidas Next Generation Tournament (2020, 2021)

### Indywidualne
- Czołowy prospekt Ligi Adriatyckiej  ABA (2022)
- MVP:
  - Ligi Adriatyckiej juniorów (2021)
  - turnieju Adidas Next Generation Tournament (2021)
- Zaliczony do I składu Ligi Adriatyckiej juniorów (2021, 2022)

### Reprezentacja
Seniorska
- Wicemistrz świata (2023)[5]
- Uczestnik kwalifikacji do Eurobasketu (2021)

Młodzieżowa
- Uczestnik mistrzostw świata U–19 (2021)
- Zaliczony do I składu mistrzostw świata U–19 (2021)